# Saint-Aubin-de-Bonneval
Saint-Aubin-de-Bonneval és un municipi francès situat al departament de l'Orne i a la regió de Normandia. L'any 2007 tenia 159 habitants.

## Demografia

### Població
El 2007 la població de fet de Saint-Aubin-de-Bonneval era de 159 persones. Hi havia 60 famílies de les quals 12 eren unipersonals (12 homes vivint sols), 16 parelles sense fills, 28 parelles amb fills i 4 famílies monoparentals amb fills.
La població ha evolucionat segons el següent gràfic:
Habitants censats

### Habitatges
El 2007 hi havia 97 habitatges, 59 eren l'habitatge principal de la família, 31 eren segones residències i 7 estaven desocupats. Tots els 97 habitatges eren cases. Dels 59 habitatges principals, 46 estaven ocupats pels seus propietaris, 9 estaven llogats i ocupats pels llogaters i 4 estaven cedits a títol gratuït; 4 tenien dues cambres, 12 en tenien tres, 8 en tenien quatre i 35 en tenien cinc o més. 46 habitatges disposaven pel capbaix d'una plaça de pàrquing. A 28 habitatges hi havia un automòbil i a 25 n'hi havia dos o més.

### Piràmide de població
La piràmide de població per edats i sexe el 2009 era:
| Homes | Edats   | Dones |
| ----- | ------- | ----- |
| 0     | 95 o +  | 0     |
| 0     | 90 a 94 | 0     |
| 0     | 85 a 89 | 4     |
| 0     | 80 a 84 | 0     |
| 0     | 75 a 79 | 0     |
| 0     | 70 a 74 | 4     |
| 12    | 65 a 69 | 0     |
| 0     | 60 a 64 | 8     |
| 0     | 55 a 59 | 8     |
| 4     | 50 a 54 | 0     |
| 8     | 45 a 49 | 8     |
| 4     | 40 a 44 | 4     |
| 4     | 35 a 39 | 4     |
| 4     | 30 a 34 | 8     |
| 4     | 25 a 29 | 4     |
| 12    | 20 a 24 | 4     |
| 12    | 15 a 19 | 16    |
| 8     | 10 a 14 | 0     |
| 4     | 5 a 9   | 4     |
| 0     | 0 a 4   | 0     |

## Economia
El 2007 la població en edat de treballar era de 97 persones, 70 eren actives i 27 eren inactives. De les 70 persones actives 64 estaven ocupades (39 homes i 25 dones) i 6 estaven aturades (2 homes i 4 dones). De les 27 persones inactives 11 estaven jubilades, 8 estaven estudiant i 8 estaven classificades com a «altres inactius».

### Ingressos
El 2009 a Saint-Aubin-de-Bonneval hi havia 61 unitats fiscals que integraven 172 persones, la mediana anual d'ingressos fiscals per persona era de 14.037 €.

### Activitats econòmiques
Dels 4 establiments que hi havia el 2007, 1 era d'una empresa de fabricació d'altres productes industrials, 1 d'una empresa d'hostatgeria i restauració i 2 d'empreses de serveis.
L'únic servei als particulars que hi havia el 2009 era un taller de reparació d'automòbils i de material agrícola.
L'any 2000 a Saint-Aubin-de-Bonneval hi havia 18 explotacions agrícoles que ocupaven un total de 1.056 hectàrees.

## Poblacions més properes
El següent diagrama mostra les poblacions més properes.